# Жалобин
Жалобин (слч. Žalobín) насељено је мјесто са административним статусом сеоске општине (слч. obec) у округу Вранов на Топлој, у Прешовском крају, Словачка Република.

## Становништво
| Година:    | 1994. | 2004.   | 2014.   | 2024.   |
| ---------- | ----- | ------- | ------- | ------- |
| Број људи: | 701   | 759     | 816     | 815     |
| Разлика:   |       | +8,27 % | +7,50 % | -0,12 % |

| Година:    | 2023. | 2024. |
| ---------- | ----- | ----- |
| Број људи: | 815   | 815   |
| Разлика:   |       | +0 %  |

Према подацима о броју становника из 2024. године насеље је имало 815 становника.